# Cueva de Maharani
Cueva de Maharani (en indonesio: Gua Maharani) se encuentra en la zona turística de Tanjung Kodok en el distrito de Paciran, de la regencia de Lamongan, Indonesia a unos 200 metros de un punto de enlace a la carretera hacia el este. Cerca de 50 m en al sur, algunos trabajadores tenían minas relacionadas con el fosfato y fertilizantes de dolomita que se vendían por la región. Esta cueva Maharani fue encontrada por 4 trabajadores que estaban encabezados por el Sr. Sugeng. La cueva fue descubierta oficialmente el 6 de agosto de 1992.